# Bad Santa
Série
Bad Santa 2
(2016)
Pour plus de détails, voir Fiche technique et Distribution.
Bad Santa ou Très Méchant Père Noël au Québec est un film de Noël américain réalisé par Terry Zwigoff, sorti en 2003. C'est la dernière apparition de John Ritter avant sa mort le 11 septembre 2003. Le film est dédié à sa mémoire. Les frères Coen sont les producteurs délégués du film. Le film est sorti aux États-Unis le 26 novembre 2003 et en France, le 17 novembre 2004.

## Synopsis
Willie et son assistant, Marcus, un nain, sont des voleurs professionnels. Chaque année, Willie obtient un boulot dans un magasin en tant que Père Noël et Marcus en tant qu'elfe, qui agissent la nuit pour voler, utilisant Lois, l'ex-femme de Marcus comme conductrice et complice. 
Marcus prend son rôle d'elfe très au sérieux tandis que Willie est un alcoolique accro au sexe, incapable d'assumer convenablement ses tâches de Père Noël avec les enfants.
Ils sont embauchés, au Soguaro Square Mall, un centre commercial de Phoenix, où ils attirent l'attention de Gin, un agent de sécurité. Willie rencontre Thurman Merman, un garçon amical mais extrêmement naïf et obèse qui croit que Willie est vraiment le Père Noël. Thurman est constamment intimidé par une bande de jeunes skaters. Dans un bar, Willie rencontre Sue, une femme fétichiste du Père Noël et commencent une relation. Willie est harcelé par un homme dans le bar, mais Thurman intervient. Willie ramène Thurman chez lui, où il vit avec sa grand-mère affaiblie. Thurman révèle que sa mère est morte et que son père, Roger, « explore les montagnes » - actuellement en prison pour détournement de fonds. Willie arnaque Thurman en le laissant voler la BMW 740iL de Roger. 
Bob informe Gin qu'il a entendu Willie faire l'amour dans une loge et Gin commence à enquêter. Willie voit sa chambre d'hôtel faire l'objet d'une descente et emménage dans la maison de Thurman, pour le plus grand plaisir de ce dernier. Marcus est en colère contre Willie pour avoir profité de Thurman, et déclare sa désapprobation de la dépendance sexuelle de Willie quand celui-ci fait une remarque grossière sur la grand-mère de Thurman. 
Gin rend visite à Roger, qui révèle indirectement que Willie habite illégalement chez Thurman. Gin rencontre Willie et Marcus au centre commercial et les emmène dans un bar. Là, il révèle qu'il a compris leur plan et leur fait du chantage pour récupérer la moitié. Le partenariat entre Willie et Marcus commence à vaciller, exacerbé lorsque Willie se présente au travail ivre et détruit le stand du Père Noël, sous le regard incrédule de Marcus et Gin. 
Willie tente de se suicider en inhalant les gaz d'échappement d'un véhicule. Il donne à Thurman une lettre à remettre à la police, avouant ses méfaits et le plan prévu pour la veille de Noël. Willie remarque l'œil au beurre noir de Thurman et abandonne la tentative de suicide pour affronter les skateurs; il bat leur chef, les intimidant pour les faire fuir laissant Thurman seul. 
Furieux du chantage de Gin, Marcus et Lois lui tendent un piège. Feignant d'avoir besoin de démarrer leur véhicule, Lois heurte Gin avec la voiture, et Marcus le tue par électrocution.
Willie et Thurman se préparent pour les prochaines vacances avec l'aide de Sue. La veille de Noël, Willie, Marcus et Lois cambriolent le centre commercial. Willie prend un éléphant en peluche rose que Thurman voulait pour Noël. Marcus révèle à Willie qu'il a l'intention de le tuer, las de son insouciance croissante. Au moment où Marcus s'apprête à tirer sur Willie, la police arrive en masse, informée par la lettre que Willie a donnée à Thurman. Marcus ouvre le feu et la police riposte, Willie s'enfuit. Déterminé à donner son cadeau à Thurman, il conduit la police à la maison de Thurman, ignorant les ordres des policiers, ils tirent à plusieurs reprises, mais il survit.
L'épilogue est raconté dans une lettre de Willie, en convalescence à l'hôpital. Il exprime sa gratitude à Thurman et révèle qu'il a été innocenté du vol - la fusillade d'un Père Noël non armé a embarrassé la police - et qu'il travaillera pour la police comme conseiller en sensibilité. Sue se voit accorder la tutelle sur Thurman et sa maison jusqu'à la libération de son père. Marcus et Lois sont en prison; Willie espère que Roger les évitera. Willie termine la lettre en disant à Thurman qu'il devrait bientôt quitter l'hôpital et être prêt pour son retour. Lorsque l'intimidateur en chef des skaters harcèle de nouveau Thurman, Thurman lui résiste finalement en lui donnant un coup de pied dans l'entrejambe et en s'éloignant sur son vélo en lui faisant un doigt.

## Fiche technique
- Titre : Bad Santa
- Réalisation : Terry Zwigoff
- Scénario : Glenn Ficarra & John Requa
- Musique : David Kitay
- Photographie : Jamie Anderson
- Montage : Robert Hoffman
- Décors : Sharon Seymour
- Production : Sarah Aubrey, Bob Weinstein & John Cameron
- Production exécutive : Joel et Ethan Coen
- Sociétés de production : Dimension Films & The KL Line
- Sociétés de distribution : Dimension Films & Columbia Pictures
- Budget : 18 000 000 $
- Pays d'origine :  États-Unis
- Langue : Anglais
- Format : Couleur - 1,85:1 - Dolby SR - 35mm
- Genre : Comédie noire
- Durée : 91 min
- Date de sortie : 26 novembre 2003

## Distribution
Source et Légende doublage : VF = Version Française et VQ = Version Québécoise
- Billy Bob Thornton (VF : Patrick Messe ; VQ : Daniel Picard) : Willie T. Soke
- Tony Cox (VF : Lionel Henry ; VQ : Manuel Tadros) : Marcus
- Brett Kelly (VQ : Laurent-Christophe De Ruelle) : le môme
- Lauren Graham (VF : Laurence Dourlens ; VQ : Nadia Paradis) : Sue
- Bernie Mac (VF : Thierry Desroses ; VQ : James Hyndman) : Gin Slagel
- John Ritter (VF : Michel Dodane ; VQ : Jacques Lavallée) : Bob Chipeska
- Lauren Tom (VF : Jade Nadja Nguyen (Jade Nguyen)) : Lois
- Ethan Phillips : (VF : Jacques Bouanich) : Roger Merman
- Cloris Leachman : Grand-mère
- Tom McGowan : (VF : Gabriel Le Doze) : Harrison
- Billy Gardell : (VF : Stéphane Ronchewski) : Le garde de sécurité
- Octavia Spencer : Opal
- Alex Borstein : Milwaukee mom
- Billy Gardell : Milwaukee Garde de sécurité
- Bryan Callen : (VF : Constantin Pappas) : Miami Barmaid
- Tom McGowan : Harrison
- Ajay Naidu : Agitateur hindou
- Ethan Phillips : Roger Merman
- Matt Walsh : Herb
- Max Van Ville : Brute au skateboard
- Ryan Pinkson : Voleur à l'étalage
- Lonnie Magargle : Phoenix Garde de sécurité
- Sheriff John Bunnel : Phoenix Chef de Police
- Kerry Rossall : Policier

## Production
Bad Santa, le quatrième film de Terry Zwigoff, est son film le plus populaire, après Crumb et Ghost World. Le scénario original a été écrit par Glenn Ficarra et John Requa. Avant le tournage, Ethan et Joel Coen et Zwigoff ont réécrit le scénario, mais selon les règles de la WGA, ils n'ont pas été crédités. 
Jack Nicholson et Bill Murray étaient tous deux intéressés à jouer le rôle de Willie, mais filmaient déjà Tout peut arriver et Lost in Translation, respectivement.
Dans une interview en 2012, Zwigoff a révélé la difficulté de la production du film, expliquant comment lui et les scénaristes ont essayé de trouver le ton du scénario et de révéler les différences créatives entre lui, les frères Coen et Bob et Harvey Weinstein. Les frères Coen n'étaient pas d'accord avec le casting de Tony Cox dans le rôle de Marcus, et les Weinstein ont filmé des séquences supplémentaires avec un autre réalisateur sans l'accord de Zwigoff, afin de rendre le film plus mainstream.

## Critiques
Roger Ebert pour le Chicago Sun-Times donne au film 3,5 étoiles sur 4. 
En ce qui concerne Rotten Tomatoes, le film obtient une note de 78 %, sur la base de 213 critiques, avec une note moyenne de 6,7/10. En ce qui concerne Metacritic, le film obtient une note de 70 sur 100, sur la base de 38 critiques, indiquant des « critiques généralement favorables ».

### Box-office
Le film a rapporté plus de 60 millions de dollars au pays et plus de 76 millions de dollars au total dans le monde.

## Compétition
- Bad Santa a été présenté hors compétition lors du Festival de Cannes 2004.

## Anecdote
- La chanson J'en ai rêvé issue de La Belle au bois dormant produit par Walt Disney est entendue durant le film.
- Le mot fuck est prononcé environ 159 fois et le mot shit est prononcé environ 73 fois dans le film, ce qui fait un total d'environ 300 injures.
- Ils ne portent pas de gants pour la scène du premier vol, Willie laisse des canettes de bières avec des empreintes digitales et de l'ADN sans jamais se faire prendre.
- Selon son bulletin, le vrai nom du kid est Thurman Merman.
- Le titre du film en république tchèque est traduit par « Santa is a pervert»

## Suite
Bad Santa 2 est officiellement lancé fin 2015 pour une sortie cinéma prévue à l'été 2016. Cette suite réalisée par Mark Waters et comprenant le casting original sort aux États-Unis le 23 novembre 2016 puis le 24 novembre 2017 en France sur la plate-forme Netflix.